# Thorild Olsson
Thorild Olsson (Göteborg, 26 novembre 1886 – Göteborg, 20 marzo 1934) è stato un mezzofondista svedese.

## Palmarès
- Argento a Stoccolma 1912 nei 3000 metri piani a squadre.